# Instituto Fisher
O Instituto Fisher (1892-1911), também conhecido por Colégio Fisher, foi uma instituição de ensino elementar da cidade de Ponta Delgada, criada em 1892 quando a família Fisher doou um imóvel onde se instalaram inicialmente 4 padres franceses da Congregação do Espírito Santo que se dedicavam ao ensino da juventude. O Instituto ganhou grande reputação, funcionando até 1911, ano em que foi encerrado quando, na sequência da implantação da República Portuguesa, a ordem religiosa que o operava foi expulsa.
O colégio iniciou a sua actividade na Primavera de 1892, dedicando-se ao ensino primário.  A fama pedagógica dos Padres do Espírito Santo, por vezes apelidados de jesuítas na imprensa local, e o seu prestígio face ao débil panorama educativo então existente na ilha de São Miguel, fizeram convergir para o Instituto muita da juventude das melhores famílias micaelenses, tendo por ele passado algumas da figuras mais marcantes do período posterior.
Quando em 1911 o governo da Primeira República Portuguesa resolveu  expulsar as ordens religiosas, o imóvel reverteu aos familiares das senhoras que haviam feito a doação e o colégio foi extinto. Apesar de efémero, deixou uma memória que perduraria durante décadas.